# Leucania rhodopsara
Leucania rhodopsara är en fjärilsart som beskrevs av Turner 1911. Leucania rhodopsara ingår i släktet Leucania och familjen nattflyn. Inga underarter finns listade i Catalogue of Life.